# Тарталетка
Тартале́тка, рідше тартале́та (фр. tartelette, зменш. форма від фр. tarte) — маленький тарт, невеликий горщик (до 10 см у діаметрі) зазвичай з пісочного тіста. Начинка може бути солодкою чи пікантною, тому тарталетка може бути як десертом, так і закускою; хоча сьогодні зазвичай виготовляють фруктові тарталетки, які інколи наповнюють заварним кремом.

## Назва

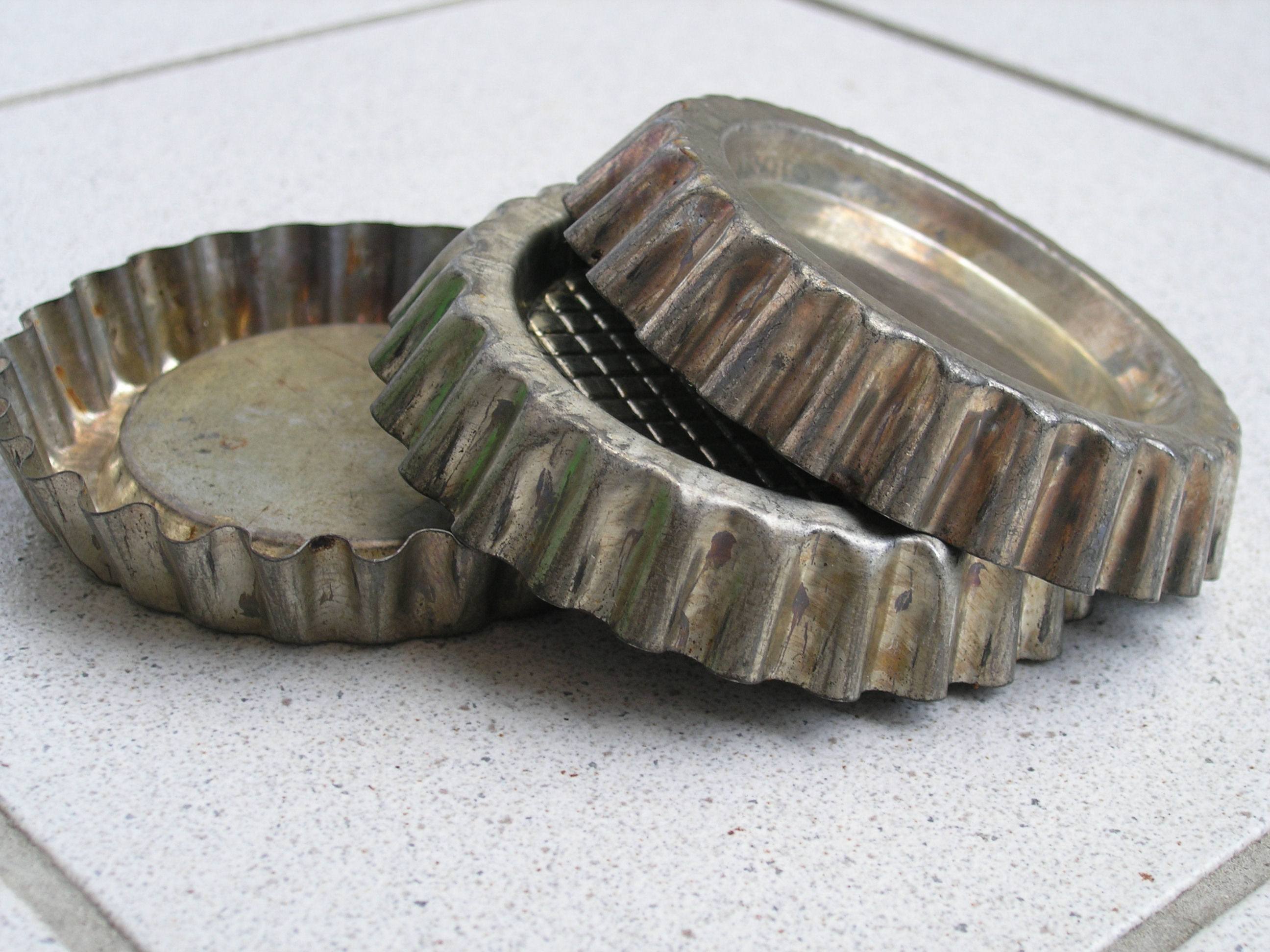
Алюмінієві формочки для приготування тарталеток

Слово тарталетка (фр. tartelette) є зменшувальною формою французького слова тарт (фр. tarte). Французьке слово тарт можна перекласти як пиріг чи тарт, бо ці два поняття позначають майже одне й те саме, за виключенням того, що в пирозі верх часто покритий тістом, тоді як у флані й тарті верх відкритий. Поняття тарт і тарталетка не обов'язково розрізняють, тому часто тарталетки називають також тартами.

## Опис
Тарталетки випікаються у вигляді звичайного коржа, або в спеціальних плоских формах для випічки з рифленим краєм, чи у формах для тортів. Як начинка для тарталеток використовуються фрукти, овочі, гриби, м'ясо, риба, а також можуть використовуватися різноманітні соуси й креми.
Тарт більше тарталеток за розмірами, часто з прісною основою (хоча вона може бути як солодкою, так і солоною). Цю основу виготовляють переважно з пісочного тіста. Воно дуже розсипчасте, оскільки складається тільки з борошна та жирів. Якщо додати багато води, тісто буде міцним.

## Галерея

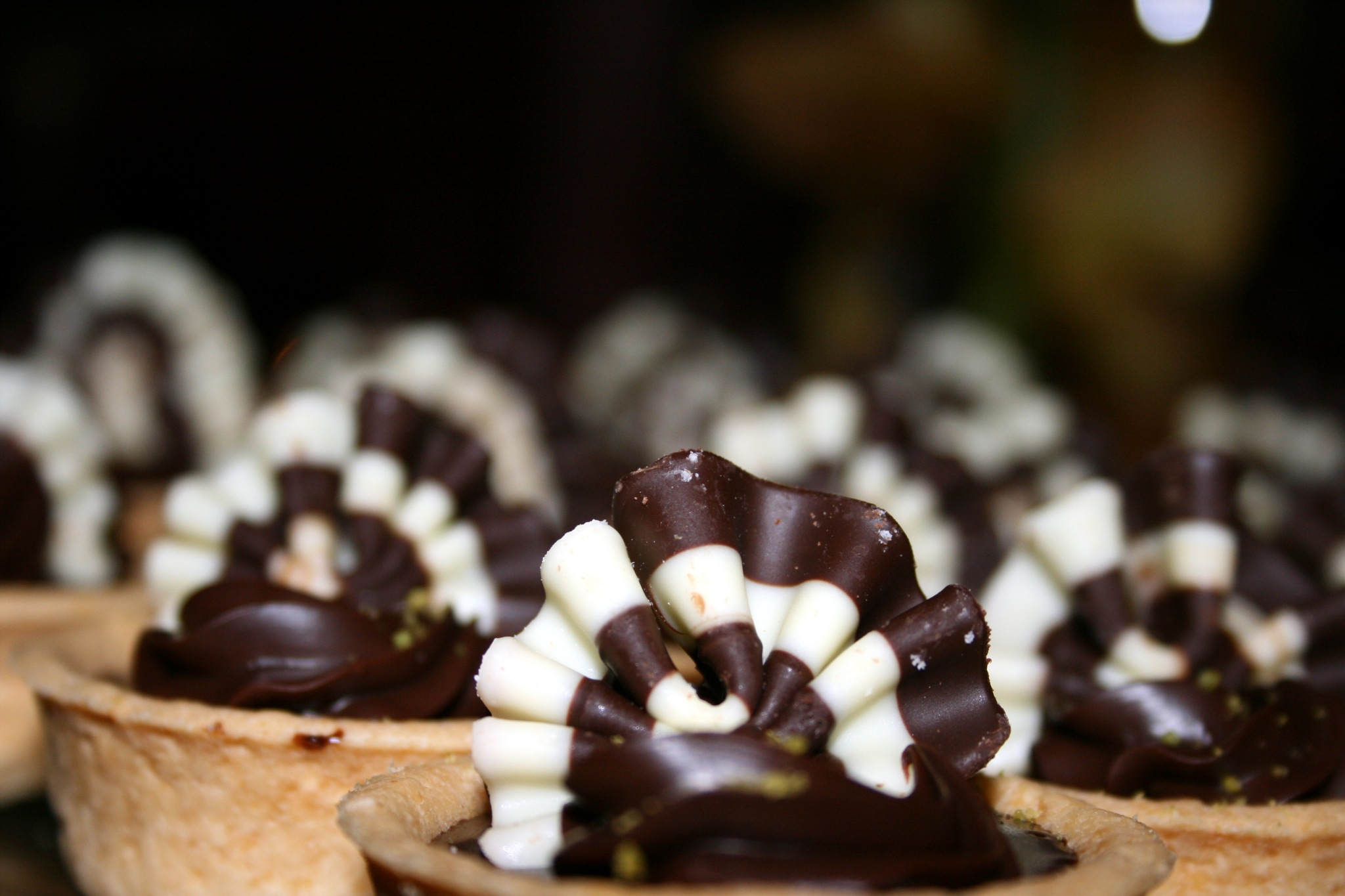
Шоколадні тарталетки
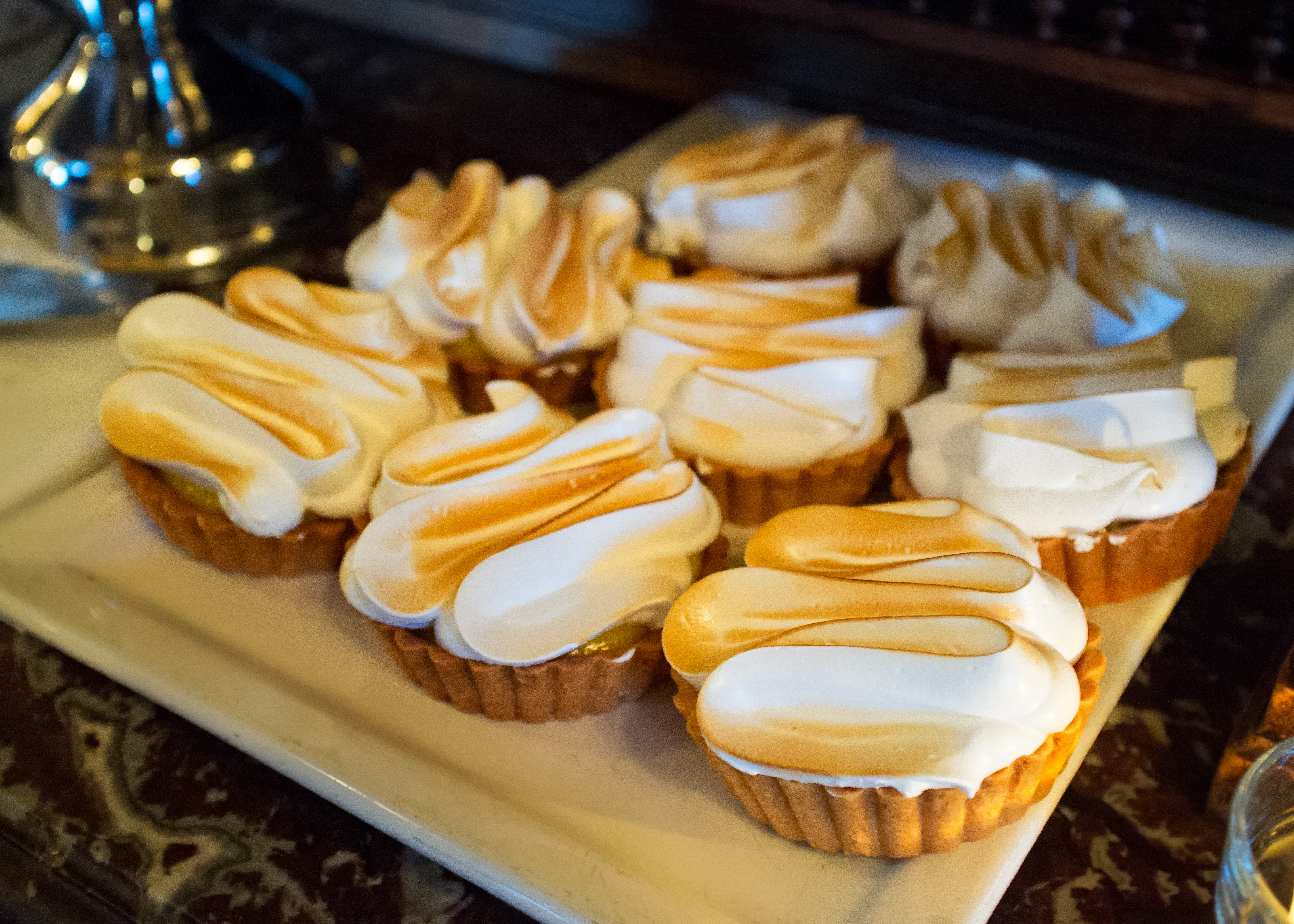
Лимонні тарталетки з меренгою
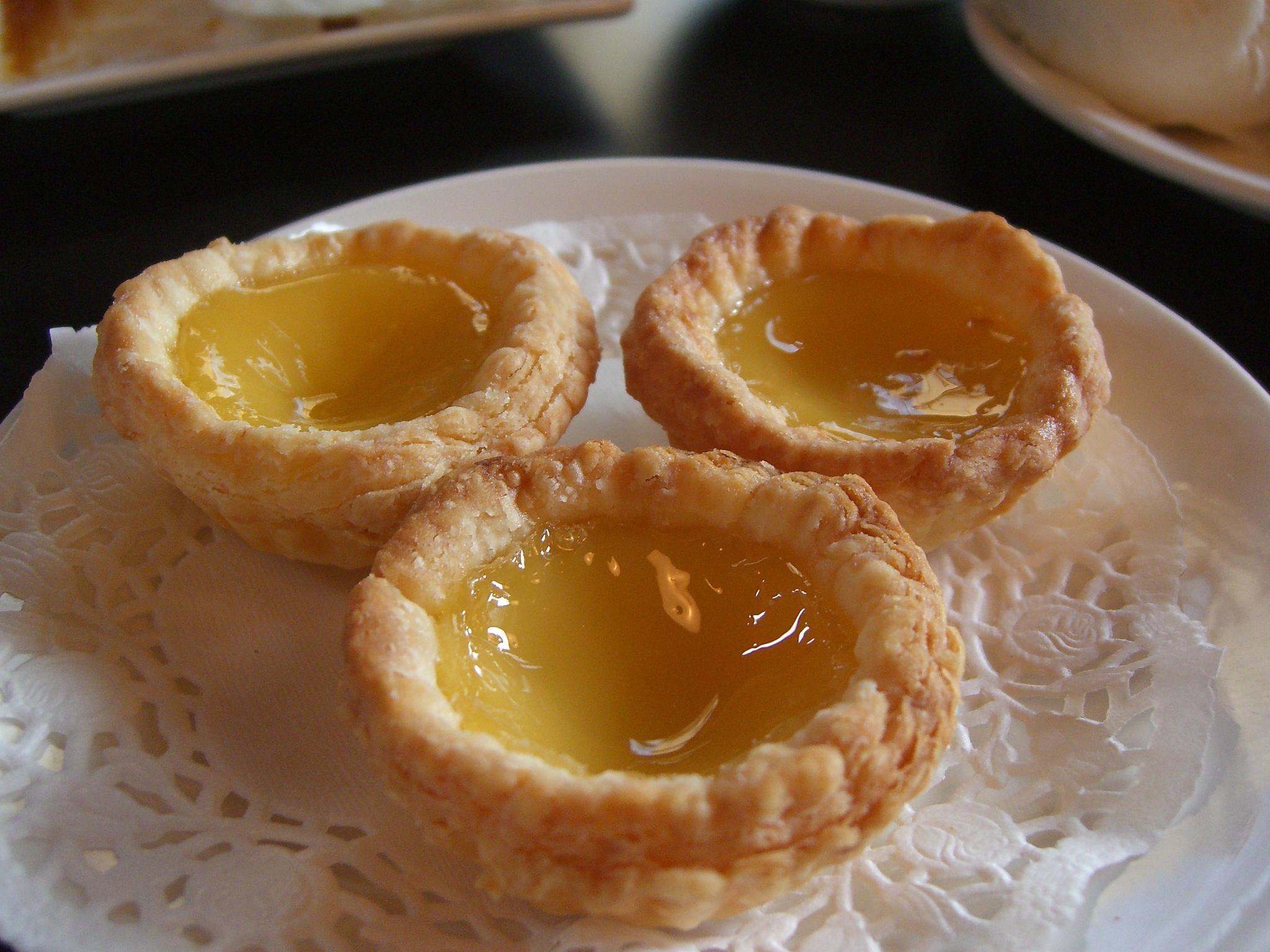
Яєчні тарталетки
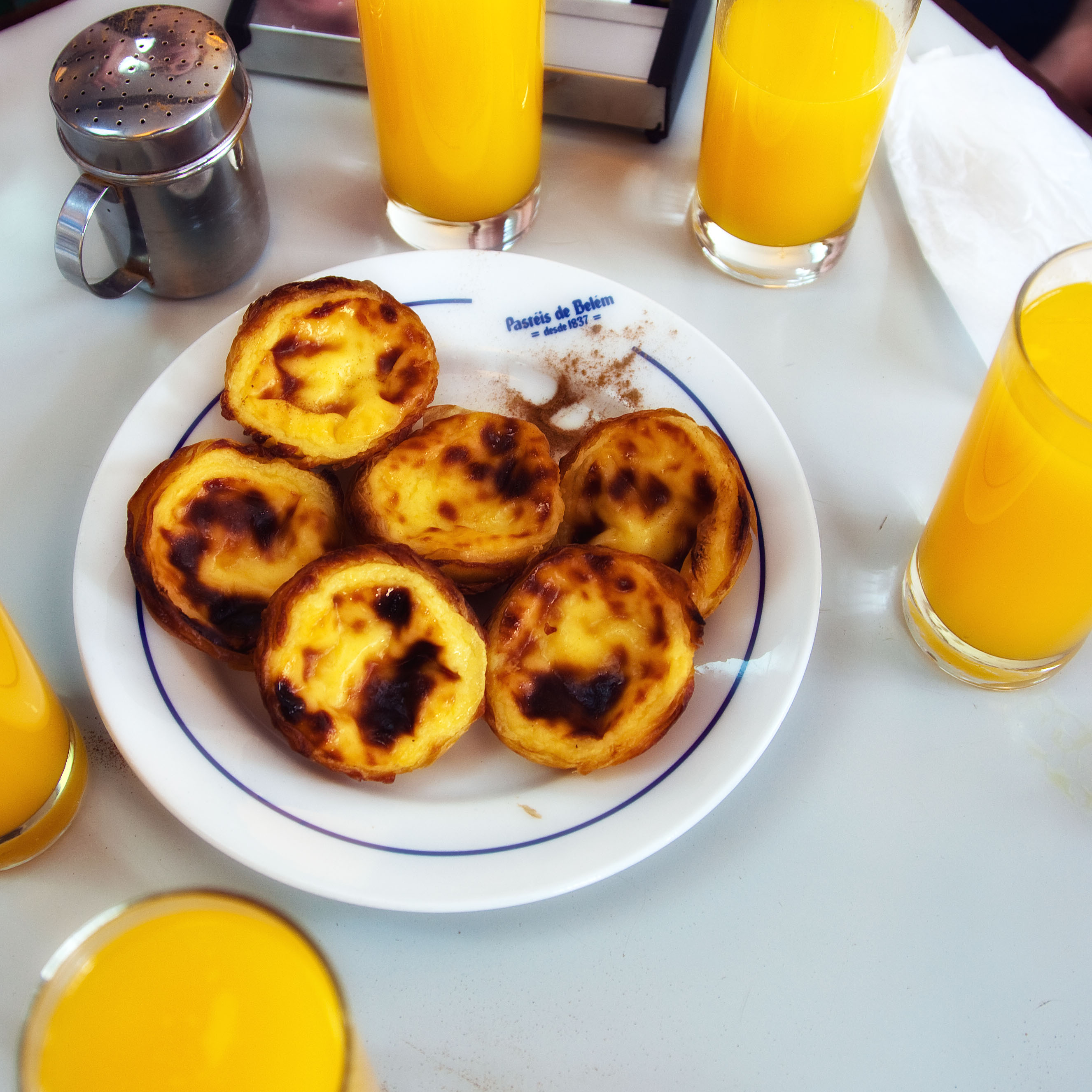
Паштейші-де-ната
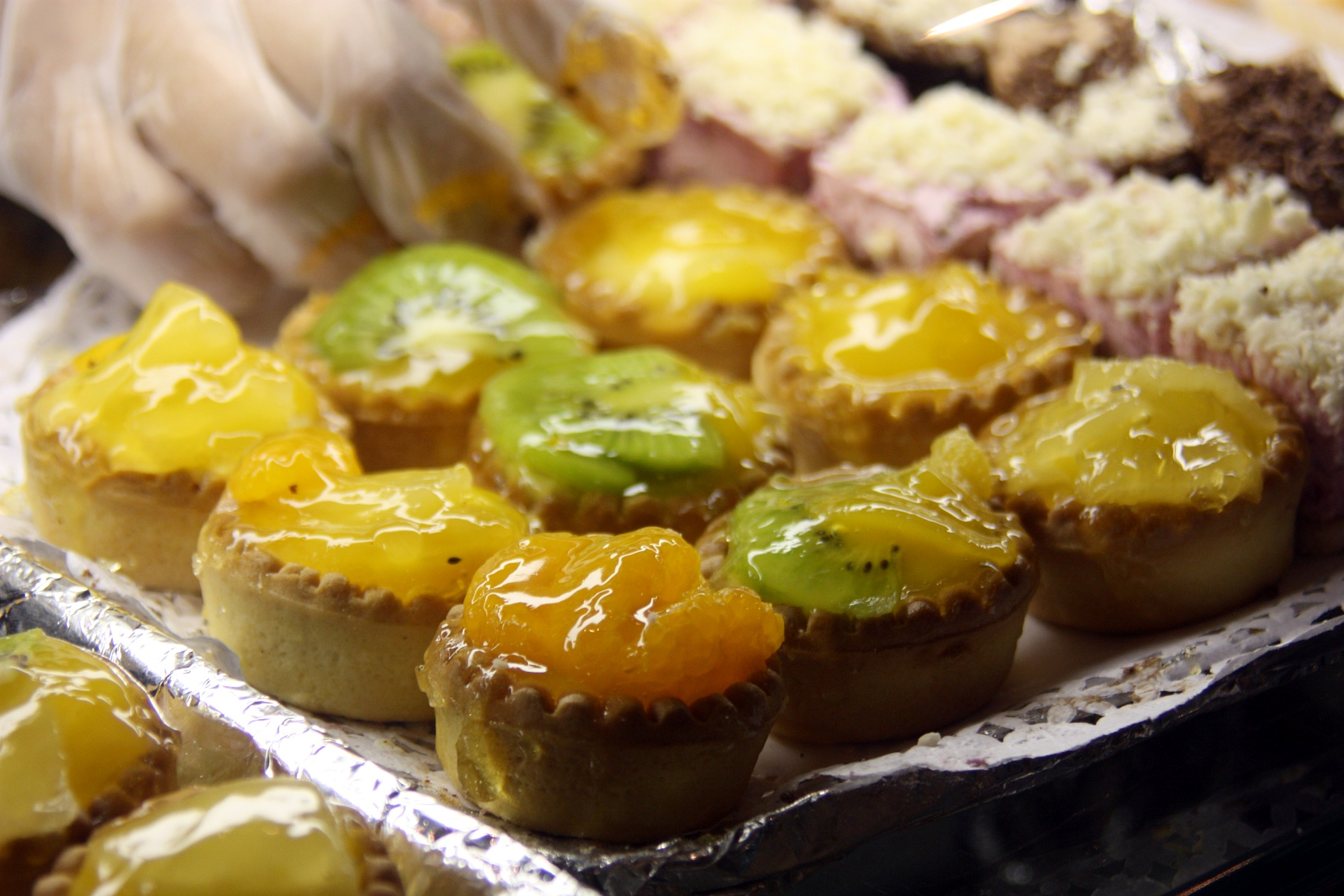
Фруктові тарталетки